# Rehdera
Rehdera es un género de plantas con flores con dos especies de la familia de las verbenáceas.
Es nativo de México a Centroamérica.

## Especies
- Rehdera penninervia Standl. & Moldenke (1935).
- Rehdera trinervis (S.F.Blake) Moldenke (1935).